# Valladolid Latino
El Valladolid Latino fue un festival de música que se realizó en la ciudad de Valladolid entre los años 2006 y 2015. Estuvo consolidado entre los festivales de su tipo a nivel tanto nacional como internacional.
Fue suspendido en 2007 debido a las lluvias.
En 2016 se optó por cancelar el festival por considerarlo una "fórmula agotada". Esto se fue observando en la caída del número de espectadores año tras año empezando en torno a 30.000 en las primeras ediciones y acabando en la última edición con apenas 5.000 espectadores.

## Ediciones
| Año  | Fecha       | Sede                         | Artistas                        | Ref.        |
| ---- | ----------- | ---------------------------- | ------------------------------- | ----------- |
| 2006 | 27 de mayo  | Estadio José Zorrilla        | Coti                            | [ 1 ]       |
| 2006 | 27 de mayo  | Estadio José Zorrilla        | Bebe                            | [ 1 ]       |
| 2006 | 27 de mayo  | Estadio José Zorrilla        | Amaral                          | [ 1 ]       |
| 2006 | 27 de mayo  | Estadio José Zorrilla        | Julieta Venegas                 | [ 1 ]       |
| 2006 | 27 de mayo  | Estadio José Zorrilla        | Andrés Calamaro                 | [ 1 ]       |
| 2006 | 27 de mayo  | Estadio José Zorrilla        | Ariel Rot                       | [ 1 ]       |
| 2006 | 27 de mayo  | Estadio José Zorrilla        | Ivete Sangalo                   | [ 1 ]       |
| 2006 | 27 de mayo  | Estadio José Zorrilla        | Lena Burke                      | [ 1 ]       |
| 2006 | 27 de mayo  | Estadio José Zorrilla        | Santiago Auserón y Luis Auserón | [ 1 ]       |
| 2007 | 19 de mayo  | Estadio José Zorrilla        | Alejandro Sanz                  | [ 2 ]       |
| 2007 | 19 de mayo  | Estadio José Zorrilla        | Miguel Bosé                     | [ 2 ]       |
| 2007 | 19 de mayo  | Estadio José Zorrilla        | La Oreja de Van Gogh            | [ 2 ]       |
| 2007 | 19 de mayo  | Estadio José Zorrilla        | Juan Luis Guerra                | [ 2 ]       |
| 2007 | 19 de mayo  | Estadio José Zorrilla        | Manuel Quijano                  | [ 2 ]       |
| 2008 | 24 de mayo  | Estadio José Zorrilla        | El Canto del Loco               | [ 3 ]       |
| 2008 | 24 de mayo  | Estadio José Zorrilla        | Alejandro Sanz                  | [ 3 ]       |
| 2008 | 24 de mayo  | Estadio José Zorrilla        | Juanes                          | [ 3 ]       |
| 2008 | 24 de mayo  | Estadio José Zorrilla        | El sueño de Morfeo              | [ 3 ]       |
| 2008 | 24 de mayo  | Estadio José Zorrilla        | Nek                             | [ 3 ]       |
| 2008 | 24 de mayo  | Estadio José Zorrilla        | Alejandro Fernández             | [ 3 ]       |
| 2008 | 24 de mayo  | Estadio José Zorrilla        | Raúl Quijano                    | [ 3 ]       |
| 2009 | 30 de mayo  | Estadio José Zorrilla        | La Oreja de Van Gogh            | [ 4 ]       |
| 2009 | 30 de mayo  | Estadio José Zorrilla        | Amaia Montero                   | [ 4 ]       |
| 2009 | 30 de mayo  | Estadio José Zorrilla        | Hombres G                       | [ 4 ]       |
| 2009 | 30 de mayo  | Estadio José Zorrilla        | El Canto del Loco               | [ 4 ]       |
| 2009 | 30 de mayo  | Estadio José Zorrilla        | Lena Burke                      | [ 4 ]       |
| 2009 | 30 de mayo  | Estadio José Zorrilla        | Luis Fonsi                      | [ 4 ]       |
| 2009 | 30 de mayo  | Estadio José Zorrilla        | Camila                          | [ 4 ]       |
| 2009 | 30 de mayo  | Estadio José Zorrilla        | Laura Pausini                   | [ 4 ]       |
| 2010 | 29 de mayo  |                              | Chloe                           | [ 5 ]       |
| 2010 | 29 de mayo  | Chayanne                     |                                 | [ 5 ]       |
| 2010 | 29 de mayo  | Maldita Nerea                |                                 | [ 5 ]       |
| 2010 | 29 de mayo  | David Bisbal                 |                                 | [ 5 ]       |
| 2010 | 29 de mayo  | Marc Anthony                 |                                 | [ 5 ]       |
| 2010 | 29 de mayo  | Paulina Rubio                |                                 | [ 5 ]       |
| 2010 | 29 de mayo  | Tiziano Ferro                |                                 | [ 5 ]       |
| 2010 | 29 de mayo  | Calle París                  |                                 | [ 5 ]       |
| 2011 | 28 de mayo  |                              | New Passengers                  | [ 6 ] [ 7 ] |
| 2011 | 28 de mayo  | Alex, Jorge y Lena           |                                 | [ 6 ] [ 7 ] |
| 2011 | 28 de mayo  | El Pescao                    |                                 | [ 6 ] [ 7 ] |
| 2011 | 28 de mayo  | Julieta Venegas              |                                 | [ 6 ] [ 7 ] |
| 2011 | 28 de mayo  | Dani Martín                  |                                 | [ 6 ] [ 7 ] |
| 2011 | 28 de mayo  | Miguel Ríos                  |                                 | [ 6 ] [ 7 ] |
| 2011 | 28 de mayo  | Maldita Nerea                |                                 | [ 6 ] [ 7 ] |
| 2011 | 28 de mayo  | Melendi                      |                                 | [ 6 ] [ 7 ] |
| 2012 | 7 de julio  | Feria de Valladolid          | Ana Torroja                     | [ 8 ]       |
| 2012 | 7 de julio  | Feria de Valladolid          | Cali & El Dandee                | [ 8 ]       |
| 2012 | 7 de julio  | Feria de Valladolid          | Franco De Vita                  | [ 8 ]       |
| 2012 | 7 de julio  | Feria de Valladolid          | Georgina                        | [ 8 ]       |
| 2012 | 7 de julio  | Feria de Valladolid          | Luis Fonsi                      | [ 8 ]       |
| 2012 | 7 de julio  | Feria de Valladolid          | Macaco                          | [ 8 ]       |
| 2012 | 7 de julio  | Feria de Valladolid          | Wally Lopez                     | [ 8 ]       |
| 2013 | 29 de junio | Plaza de toros de Valladolid | Alejandro Sanz                  | [ 9 ]       |
| 2013 | 29 de junio | Plaza de toros de Valladolid | Malú                            | [ 9 ]       |
| 2013 | 29 de junio | Plaza de toros de Valladolid | Álex Ubago                      | [ 9 ]       |
| 2013 | 29 de junio | Plaza de toros de Valladolid | Jesse & Joy                     | [ 9 ]       |
| 2013 | 29 de junio | Plaza de toros de Valladolid | Sub-19                          | [ 9 ]       |
| 2014 | 7 de junio  | Plaza de toros de Valladolid | Laura Pausini                   | [ 10 ]      |
| 2014 | 7 de junio  | Plaza de toros de Valladolid | Antonio Orozco                  | [ 10 ]      |
| 2014 | 7 de junio  | Plaza de toros de Valladolid | Carlos Baute                    | [ 10 ]      |
| 2014 | 7 de junio  | Plaza de toros de Valladolid | Pablo López                     | [ 10 ]      |
| 2014 | 7 de junio  | Plaza de toros de Valladolid | Jaime Valentín                  | [ 10 ]      |
| 2015 | 26 de junio | Feria de Valladolid          | Loquillo                        |             |
| 2015 | 26 de junio | Feria de Valladolid          | Rosendo                         |             |
| 2015 | 26 de junio | Feria de Valladolid          | Mikel Erentxun                  |             |
| 2015 | 26 de junio | Feria de Valladolid          | Rodrigo Mercado                 |             |
| 2015 | 26 de junio | Feria de Valladolid          | Sharon Bates                    |             |
| 2015 | 27 de junio | Feria de Valladolid          | Pablo Alborán                   |             |
| 2015 | 27 de junio | Feria de Valladolid          | India Martinez                  |             |
| 2015 | 27 de junio | Feria de Valladolid          | Vanessa Martín                  |             |
| 2015 | 27 de junio | Feria de Valladolid          | Axel                            |             |
| 2015 | 27 de junio | Feria de Valladolid          | Raúl Olivar                     |             |